# 吳潛 (永樂進士)
吳潛（1385年—？），字蔵伯，福建興化府莆田縣南力里第一圖人，明朝政治人物。進士出身。

## 生平
福建鄉試第七名。永樂十年（1412年）壬辰科會試六十三名，殿試登進士第三甲第六名。

## 家族
曾祖吳壽。祖父吳治。父亲吳顯。